# Heißwasseranlage

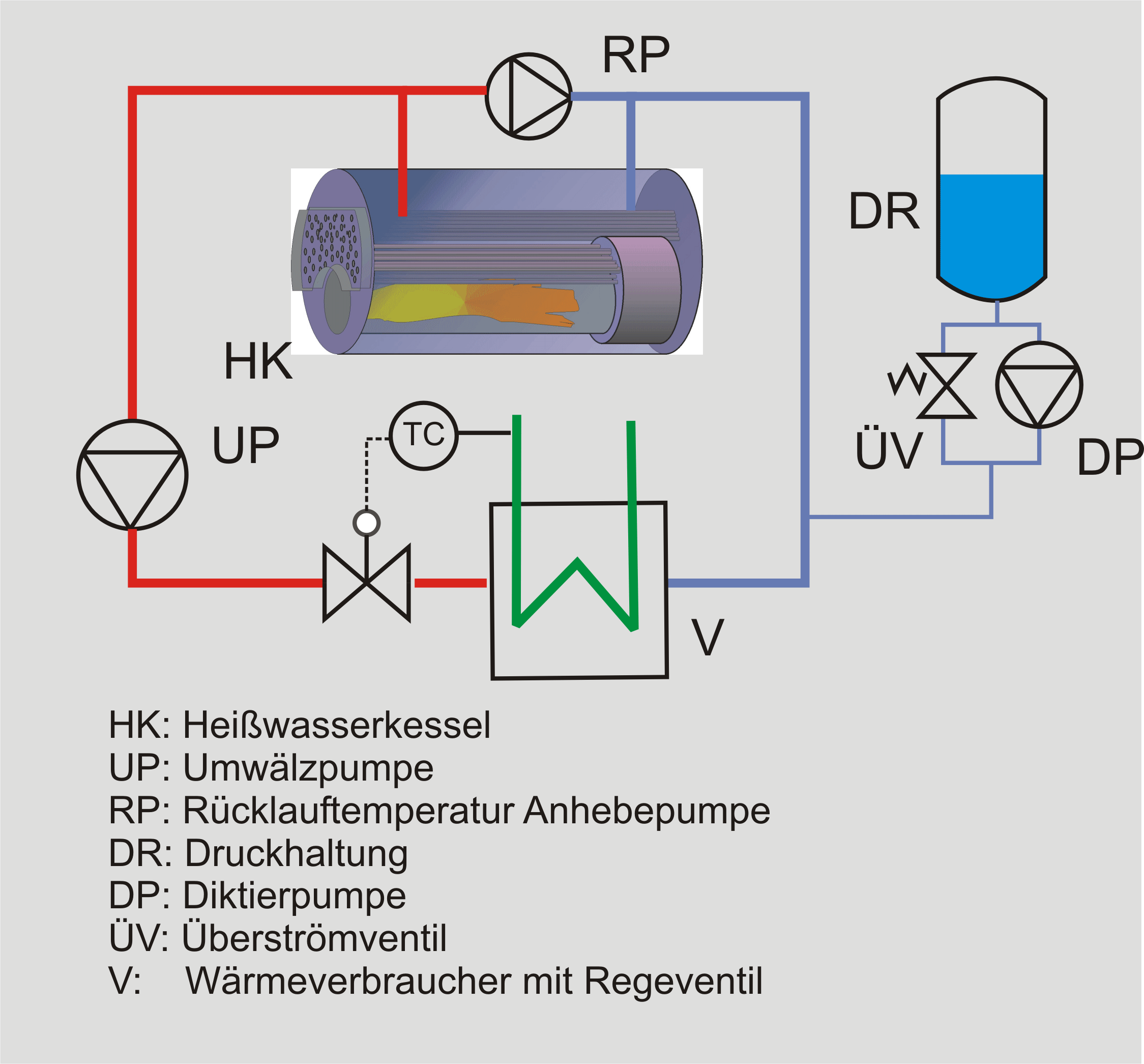
Fließbild einer Heißwasseranlage mit Pumpendruckhaltung

Als Heißwasseranlage werden geschlossene Heizsysteme bezeichnet, bei denen im Kessel eine Wassertemperatur von 110 °C oder mehr erreicht wird und bei dem das unter Druck stehende Wasser als Wärmeträger genutzt wird. 
Heißwasseranlagen kommen in Fernheizanlagen für Städte zur Anwendung oder werden für den Wärmetransport in Industrieanlagen erstellt.
Das Wasser darf im Heißwasserkessel nicht ausdampfen. Die abgesicherte Vorlauftemperatur des Heißwasserkessels muss daher geringer sein als der zur Absicherungstemperatur zugehörige Sattdampfdruck des Wassers. 
Eine Heißwasseranlage besteht aus dem Heißwasserkessel bzw. Heißwassererzeuger, den Umwälzpumpen, der Druckhaltung, den Rohrleitungen und dem Wärmeverbraucher. Eine Umwälzpumpe sichert den Umlauf des Wärmeträgers. Es wird zwischen Eigendruck- und Fremddruckhaltung unterschieden. Bei der Eigendruckhaltung ist das Heißwasser im Kessel oder in einem hochliegenden Ausdehnungsgefäß mit Dampf überlagert, so dass im Kessel Sattdampfbedingungen vorliegen. Ein unkontrolliertes Ausdampfen ist hier physikalisch nicht möglich. Bei einer Fremddruckhaltung müssen die maximale Vorlauftemperatur, der maximale und der minimale Anlagendruck mit Begrenzern abgesichert sein. Die Umwälzung muss mit einem Strömungswächter überwacht werden, wenn Wasser im Dampfkessel bei einem Pumpenausfall unzulässigerweise ausdampfen kann. 
Das als Wärmeträger dienende Wasser muss relativ hohe Anforderungen bezüglich der Qualität erfüllen; zusätzlich werden Konditionierungsmittel zugegeben. Es wird durch  ein wärmeisoliertes Rohrleitungsnetz, bestehend aus Vorlauf und Rücklauf, über weite Distanzen zu den Verbrauchen geleitet.
Die Wärmeverbraucher können direkt oder indirekt über ein sekundäres Netz angeschlossen werden. Bei Fernwärmenetzen werden die Verbraucher in der Regel indirekt angeschlossen, um die Temperatur im Sekundärnetz zu begrenzen und mögliche Verunreinigungen des primären Netzes auszuschließen. Die Verbraucher müssen über geeignete Umformer Wärmeübertrager verfügen. Im Umformer wird die Vorlauftemperatur der Heisswasseranlage, zu der für die Anwendung des Verbrauchers erforderlichen Temperatur umgeformt (herabgesetzt). 

## Druckhaltung

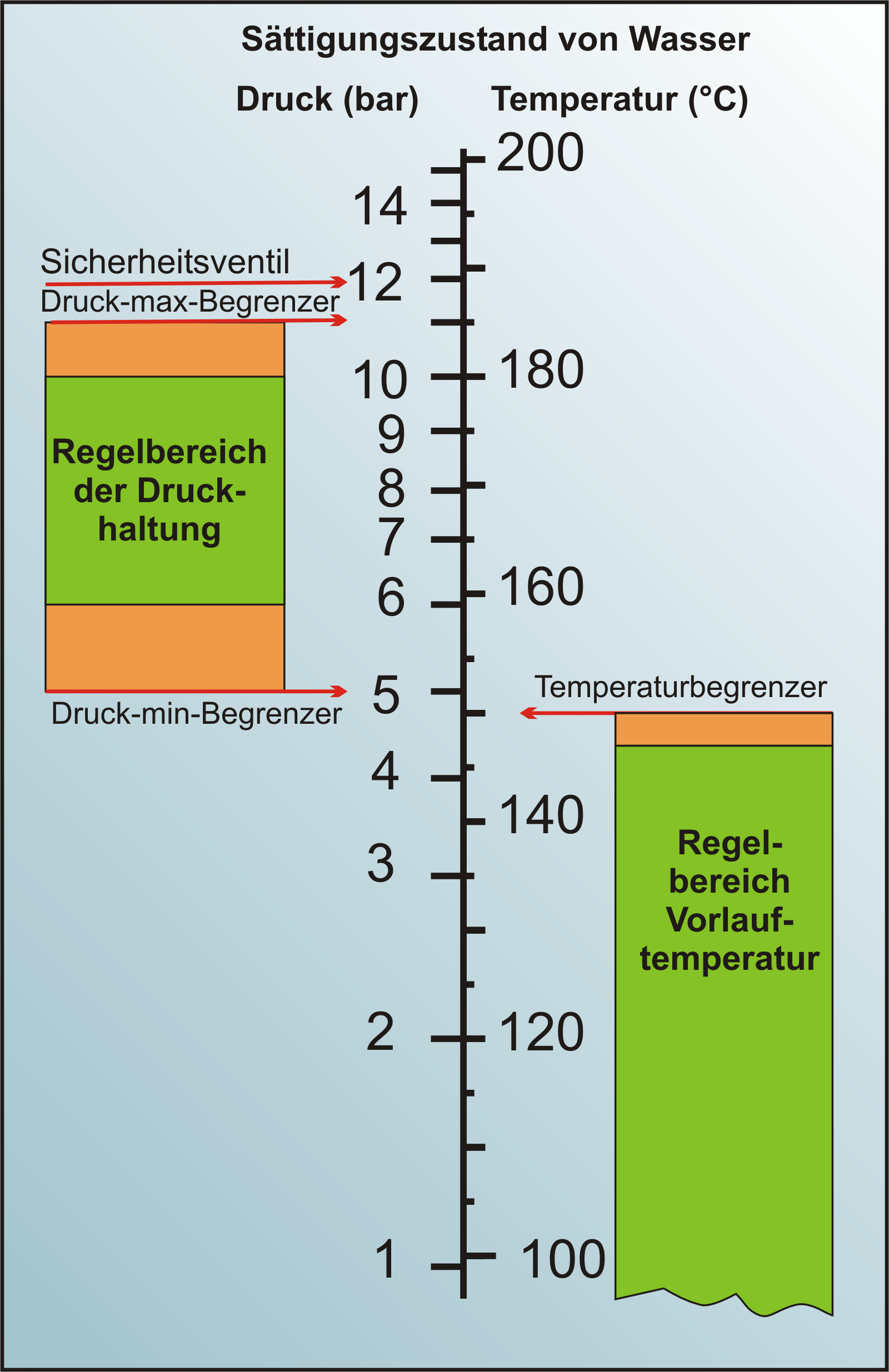
Arbeits- und Regelbereich einer Heißwasseranlage: Der Druck-min-Begrenzer ist auf einen Druck eingestellt, der oberhalb des Sattdampfdruckes der abgesicherten Vorlauftemperatur liegt. Der Einstelldruck des Druck-max-Begrenzers liegt unterhalb des Ansprechdrucks des Sicherheitsventils.

In einer Heißwasseranlage darf der Wärmeträger nicht ausdampfen; d. h. an keinem Punkt darf der Sattdampfdruck unterschritten werden. Die zulässige Betriebstemperatur des Heißwassererzeuger muss somit unter der Sattdampftemperatur des Wärmeträgers bei dem abgesicherten Betriebsdruck des Heißwassererzeugers liegen. Wenn die Verbraucher höher als der Kessel angeordnet sind, dann ist zum Betriebsdruck noch der statische Druck im Wassersystem an der höchsten Stelle zu addieren. Beim Unterschreiten des Sattdampfdrucks beginnt das Verdampfen des Wärmeträgers. Dies hat Dampfschläge zur Folge, die explosionsartig wirken und von denen insbesondere die Rohrleitungen betroffen sind. Die Aufhängungen können abreißen und dies kann zur Verlagerung der Rohrleitungen führen. In der Folge können Flanschverbindungen aufreißen und dies führt zu einer weiteren Druckabsenkung, wodurch sich der Schaden ausweiten kann.
Folgende Formen der Druckhaltung werden eingesetzt:
- Innenliegendes Dampfpolster. Der Kessel wird wie ein Dampferzeuger mit einem Dampfpolster betrieben, allerdings wird hier das Heißwasser über ein Tauchrohr abgezogen. Dies setzt voraus, dass die Verbraucher tiefer als der Kessel angeordnet sind.
- Hochliegendes Ausdehnungsgefäß mit Dampfpolster,
- Stickstoffüberlagertes Ausdehnungsgefäß,
- Membranausdehnungsgefäß mit Vorschaltgefäß,
- Pumpendruckhaltung mit drucklosem Ausdehnungsgefäß und Überströmventilen.

Da das Ausdampfen des Wassers bei Druckabfall zu Dampfschlägen führt, die eine Gefährdung auch für Personen zur Folge haben kann, müssen der Mindestdruck und die Vorlauftemperatur mit Begrenzern abgesichert sein, die in der Regel doppelt auszulegen sind.

## Vorteile
- Die Wärme wird auf hohem Temperaturniveau transportiert.
- Im Gegensatz zu einem Dampfnetz ist kein Kondensat vorhanden, so dass die Verunreinigung des Kondensates insbesondere bei ausgedehnten Netzen entfällt.
- Unter der Voraussetzung einer sicheren Druckhaltung in der Wärmeerzeugungszentrale können im Netz keine Druckschläge auftreten.
- Im Schichtungsspeicher können größere Wärmemengen in Form von Heißwasser kurzzeitig zwischengespeichert werden.

## Nachteile
- Beim Abfall des Systemdrucks treten Dampfschläge auf.
- Es kann nur die thermische Energie des Heißwassers (Wärmekapazität• Temperaturdifferenz) am Verbraucher genutzt werden, da kein Phasenübergang auftritt.
- Auf Grund der hohen Vorlauftemperatur ist der Aufwand für die Isolation besonders hoch.

## Wartung
- Für den reibungslosen Betrieb von Dampf- und Heißwasseranlagen sind in der Schweiz die Heizwerkführer bzw. in Deutschland die Kesselwärter zuständig.